# Deauxma
Deauxma (ur. 25 stycznia 1960 w Würzburgu, Niemcy Zachodnie) – amerykańska fotomodelka i aktorka pornograficzna pochodzenia niemieckiego. Występowała także jako Demi, Robin Collette Pulliam, Robin i Deuxma.

## Życiorys

### Wczesne lata
Urodziła się jako Robin Collette Masterson w Würzburgu, na obszarze Niemiec Zachodnich. Wychowywała się w rodzinie wojskowej z siostrą bliźniaczką. Dorastała w Dayton w stanie Ohio. 
15 czerwca 1979 wyszła za mąż za ówczesnego wojskowego, Larry'ego J. Pulliama (ur. 1956, właśc. Lawrence Joseph Pulliam). bliźniakiem. Teraz Robin Pulliam, jest żoną Larry'ego Pulliama od ponad 30 lat. Mieszkali w wielu egzotycznych miejscach na całym świecie, w tym w stanie Georgia, Niemczech, na Florydzie, w Portugalii, po czym osiedli w San Antonio w stanie Teksas, gdzie prowadziła kilka stron internetowych i firmę filmową dla Backdoor Entertainment, zanim przeszła na emeryturę i stała się miłośniczką kotów.

### Kariera
Swingowy styl życia doprowadził ją do tego, że zagrała w amatorskich filmach dla dorosłych, a następnie stała się „Królową MILF” i gwiazdą „Road Queen lesbian Adventures” dla Girlfriend Films. Jej pseudonim „Deauxma” powstał na podstawie skojarzenia wyrażenia „do me!” oraz słowa „deaux”. 
Do branży pornograficznej trafiła za namową znajomego i stała się znana z produkcji filmów z udziałem aktorek w typie MILF. 
Występowała w ponad stu produkcjach, w tym Lesbian Triangles 3 (2005) z Pumą Swede, Road Queen 4 (2007) z Porsche Lynn, My Friend's Hot Mom 30 (2012)/Seduced by a Cougar 29 (2013) z Krisem Slaterem, Lesbian Hitchhiker 7 (2013) z Niną Hartley, Seduced by a Cougar 43 (2016) z Derrickiem Pierce, a także serii Road Queen, Girlfriends Films, Brazzers, My Friend's Hot Mom, Naughty America, Kink. Przeszła zabiegi powiększania biustu. 
W 2013 roku zdobyła nominację do Adult Video News Award w kategorii „MILF/Kuguarzyca roku”.
Wystąpiła w komedii grozy The Walking Deceased (2015) jako striptizerka Zombie z Dave'em Sheridanem i A Darker Fifty Shades: The Fetish Set (2015).

## Nagrody i nominacje
| Rok  | Nagroda    | Kategoria                                       | Film                                | Rezultat  |
| ---- | ---------- | ----------------------------------------------- | ----------------------------------- | --------- |
| 2011 | AVN Award  | MILF/Kuguarzyca roku                            | –                                   | Nominacja |
| 2013 | AVN Award  | MILF/Kuguarzyca roku                            | –                                   | Nominacja |
| 2013 | XBIZ Award | Najlepsza aktorka w realizacji samych dziewczyn | Road Queen 22 (2012)                | Nominacja |
| 2014 | AVN Award  | MILF/Kuguarzyca roku                            | –                                   | Nominacja |
| 2014 | XBIZ Award | Najlepsza aktorka w realizacji samych dziewczyn | Road Queen 25 (2013)                | Nominacja |
| 2014 | RISE Award | Amatorska wykonawczyni roku                     | –                                   | Wygrana   |
| 2017 | XBIZ Award | Najlepsza scena seksu samych dziewczyn          | Road Queen 35 (2016) z Syren De Mer | Wygrana   |